# 中国国鉄韶山8型電気機関車
韶山8型(しょうざん8がた) (略称:SS8)は、中国国家鉄路集団で運用される電気機関車であり、中国の第8次5カ年計画の科学技術研究プロジェクトに基づき開発された4軸準高速幹線旅客電気機関車である。この型式は当初広深線の高速化改造に際した新型式として設計され、その後1997年から2007年にかけて実施された度重なる在来線高速化の過程において、主要幹線の旅客列車を牽引する主力車両として活躍した。 

## 導入の経緯
1989年、中華人民共和国鉄道部、中国鉄道科学院、広州鉄道局で構成された合同専門家グループは、広深線の旅客列車の最高速度を160km/hに引き上げる為の調査を実施した。翌年、鉄道省は「鉄計[1990]第1号文書」を発行し、鉄道省の1990年の科学技術開発プロジェクトにおいて、旅客列車の最高速度160km/h化を達成するための技術研究が正式に盛り込まれている。 同年、鉄道省は「鉄科学技術レター[1990]第474号」とともに「広深線高速化の科学研究および試験計画に関する通知」を発行し、翌1991年には、「鉄科投函[1991]第98号」で韶山8型の開発が策定された。

## 開発・試験運用開始
鉄道省の取り決めに従い、株洲電力機車製造は、1993年10月から開発をスタートさせ、1995年2月に2両の韶山8型機関車試作車(SS8 0001・0002)を完成させた。同年5月には試運転が実施され、8月に広深線の旅客列車用機関車として運行を開始した。広深線での運用開始後も量産に向けた改良が進められ、主電動機の出力向上などが図られている。

## 走行試験
1996年5月から98年6月にかけては最高速度試験が実施され、187km/h、212.6km/hと記録を更新した後、最後の98年6月24日の試験走行では240km/hをマークした。この記録は99年にDDJ1型電車によって破られたが、中国における鉄道用機関車としての最高速度の記録は2016年まで維持された。

## 量産
1997年7月の量産開始後、同型式は広州局、北京局、上海局、鄭州局、南昌局に配備され、2001年の生産終了までに、合計245両が生産された。

## 新型式への置き換えに伴う引退
2012年に登場した和諧1D型、和諧3D型機関車は、新たな旅客列車用牽引用の主力車両となり、韶山8型の運用は徐々に減少している。その後、2019年にはCR200J型電車が登場したことで、韶山8型の運用は更に減少傾向にある。